# Selección femenina de balonmano júnior de España
La selección española femenina júnior de balonmano es el equipo nacional sub-19 de balonmano de España. Controlado y gestionado por la Real Federación Española de Balonmano representa al país en los partidos internacionales de la categoría.

## Historial

### Campeonato Mundial júnior de la IHF
Campeón       Subcampeón       Tercer puesto       Cuarto puesto
| Campeonato Mundial de Balonmano Femenino Junior | Campeonato Mundial de Balonmano Femenino Junior | Campeonato Mundial de Balonmano Femenino Junior | Campeonato Mundial de Balonmano Femenino Junior | Campeonato Mundial de Balonmano Femenino Junior | Campeonato Mundial de Balonmano Femenino Junior | Campeonato Mundial de Balonmano Femenino Junior | Campeonato Mundial de Balonmano Femenino Junior | Campeonato Mundial de Balonmano Femenino Junior | Campeonato Mundial de Balonmano Femenino Junior |                 |
| Año                                             | Ronda                                           | Pos.                                            | J.                                              | E.                                              | E.                                              | P.                                              | GF.                                             | GC.                                             | DG.                                             |                 |
| ----------------------------------------------- | ----------------------------------------------- | ----------------------------------------------- | ----------------------------------------------- | ----------------------------------------------- | ----------------------------------------------- | ----------------------------------------------- | ----------------------------------------------- | ----------------------------------------------- | ----------------------------------------------- | --------------- |
| 1977                                            | No se clasificó                                 | No se clasificó                                 | No se clasificó                                 | No se clasificó                                 | No se clasificó                                 | No se clasificó                                 | No se clasificó                                 | No se clasificó                                 | No se clasificó                                 | No se clasificó |
| 1979                                            | No se clasificó                                 | No se clasificó                                 | No se clasificó                                 | No se clasificó                                 | No se clasificó                                 | No se clasificó                                 | No se clasificó                                 | No se clasificó                                 | No se clasificó                                 | No se clasificó |
| 1981                                            | No se clasificó                                 | No se clasificó                                 | No se clasificó                                 | No se clasificó                                 | No se clasificó                                 | No se clasificó                                 | No se clasificó                                 | No se clasificó                                 | No se clasificó                                 | No se clasificó |
| 1983                                            | No se clasificó                                 | No se clasificó                                 | No se clasificó                                 | No se clasificó                                 | No se clasificó                                 | No se clasificó                                 | No se clasificó                                 | No se clasificó                                 | No se clasificó                                 | No se clasificó |
| 1985                                            |                                                 | 15.º puesto                                     |                                                 |                                                 |                                                 |                                                 |                                                 |                                                 |                                                 |                 |
| 1987                                            |                                                 | 11.º puesto                                     |                                                 |                                                 |                                                 |                                                 |                                                 |                                                 |                                                 |                 |
| 1989                                            |                                                 | 8.º puesto                                      |                                                 |                                                 |                                                 |                                                 |                                                 |                                                 |                                                 |                 |
| 1991                                            | No se clasificó                                 | No se clasificó                                 | No se clasificó                                 | No se clasificó                                 | No se clasificó                                 | No se clasificó                                 | No se clasificó                                 | No se clasificó                                 | No se clasificó                                 | No se clasificó |
| 1993                                            | No se clasificó                                 | No se clasificó                                 | No se clasificó                                 | No se clasificó                                 | No se clasificó                                 | No se clasificó                                 | No se clasificó                                 | No se clasificó                                 | No se clasificó                                 | No se clasificó |
| 1995                                            | No se clasificó                                 | No se clasificó                                 | No se clasificó                                 | No se clasificó                                 | No se clasificó                                 | No se clasificó                                 | No se clasificó                                 | No se clasificó                                 | No se clasificó                                 | No se clasificó |
| 1997                                            | No se clasificó                                 | No se clasificó                                 | No se clasificó                                 | No se clasificó                                 | No se clasificó                                 | No se clasificó                                 | No se clasificó                                 | No se clasificó                                 | No se clasificó                                 | No se clasificó |
| 1999                                            |                                                 | 6.º puesto                                      |                                                 |                                                 |                                                 |                                                 |                                                 |                                                 |                                                 |                 |
| 2001                                            | Semifinal                                       | 4.º puesto                                      |                                                 |                                                 |                                                 |                                                 |                                                 |                                                 |                                                 |                 |
| 2003                                            | No se clasificó                                 | No se clasificó                                 | No se clasificó                                 | No se clasificó                                 | No se clasificó                                 | No se clasificó                                 | No se clasificó                                 | No se clasificó                                 | No se clasificó                                 | No se clasificó |
| 2005                                            |                                                 | 11.º puesto                                     |                                                 |                                                 |                                                 |                                                 |                                                 |                                                 |                                                 |                 |
| 2008                                            | Semifinal                                       | 4.º puesto                                      |                                                 |                                                 |                                                 |                                                 |                                                 |                                                 |                                                 |                 |
| 2010                                            |                                                 | 10.º puesto                                     |                                                 |                                                 |                                                 |                                                 |                                                 |                                                 |                                                 |                 |
| 2012                                            |                                                 | 14.º puesto                                     |                                                 |                                                 |                                                 |                                                 |                                                 |                                                 |                                                 |                 |
| 2014                                            | No se clasificó                                 | No se clasificó                                 | No se clasificó                                 | No se clasificó                                 | No se clasificó                                 | No se clasificó                                 | No se clasificó                                 | No se clasificó                                 | No se clasificó                                 | No se clasificó |
| 2016                                            |                                                 | 12.º puesto                                     |                                                 |                                                 |                                                 |                                                 |                                                 |                                                 |                                                 |                 |
| 2018                                            | President's Cup                                 | 17.º puesto                                     | 7                                               | 4                                               | 0                                               | 3                                               | 194                                             | 181                                             | +13                                             |                 |
| 2022                                            | No se clasificó                                 | No se clasificó                                 | No se clasificó                                 | No se clasificó                                 | No se clasificó                                 | No se clasificó                                 | No se clasificó                                 | No se clasificó                                 | No se clasificó                                 | No se clasificó |
| 2024                                            |                                                 | 17.º puesto                                     |                                                 |                                                 |                                                 |                                                 |                                                 |                                                 |                                                 |                 |
| Total                                           | 12/23                                           | 0 títulos                                       |                                                 |                                                 |                                                 |                                                 |                                                 |                                                 |                                                 |                 |

### Campeonato Europeo júnior de la EHF
Campeón       Subcampeón       Tercer puesto       Cuarto puesto
El mejor puesto fue el subcampeonato de la selección dirigida por Sagrario Santana en 2007.El equipo estaba compuesto por Merche Castellanos, Marta Santos, Bea Escribano, María Núñez Nistal, Carmen Martín, Nerea Pena, María Luján,  Maite Zugarrondo, Raquel de la Cruz, Yamiley Rodríguez, Alba Albaladejo, Nuria Gracia, Anna Vicente, Elisabeth Chavez, Verónica Cañón y Cristina Luján.
Repitió la selección júnior la medalla de plata en Montenegro 2025, esta vez dirigida por Joaquín Rocamora. El equipo estaba compuesto por Libe Arruabarrena, Naroa Baquedano, Udane Bernabé, Lidia Bomaba, Martina Catalá, Kelly Nzonzie Fonkeng, Goundo Gassama, Kadidiatou Jallow, Lucía Julvé, Paula Lluch, Sara Palanqués, Belén Rodríguez, Laura Rodríguez, Estitxu Rodríguez, Anna Rosa y Rosane Serrano.
| Campeonato Europeo de balonmano júnior | Campeonato Europeo de balonmano júnior | Campeonato Europeo de balonmano júnior | Campeonato Europeo de balonmano júnior | Campeonato Europeo de balonmano júnior | Campeonato Europeo de balonmano júnior | Campeonato Europeo de balonmano júnior | Campeonato Europeo de balonmano júnior | Campeonato Europeo de balonmano júnior | Campeonato Europeo de balonmano júnior |
| Año                                    | Ronda                                  | Pos.                                   | J.                                     | E.                                     | E.                                     | P.                                     | GF.                                    | GC.                                    | DG.                                    |
| -------------------------------------- | -------------------------------------- | -------------------------------------- | -------------------------------------- | -------------------------------------- | -------------------------------------- | -------------------------------------- | -------------------------------------- | -------------------------------------- | -------------------------------------- |
| 1996                                   |                                        |                                        |                                        |                                        |                                        |                                        |                                        |                                        |                                        |
| 1998                                   |                                        | 5.º puesto                             |                                        |                                        |                                        |                                        |                                        |                                        |                                        |
| 2000                                   |                                        | 5.º puesto                             |                                        |                                        |                                        |                                        |                                        |                                        |                                        |
| 2002                                   | Semifinal                              | 3.º puesto                             |                                        |                                        |                                        |                                        |                                        |                                        |                                        |
| 2004                                   |                                        | 6.º puesto                             |                                        |                                        |                                        |                                        |                                        |                                        |                                        |
| 2007                                   | Final                                  | Subcampeón                             |                                        |                                        |                                        |                                        |                                        |                                        |                                        |
| 2009                                   |                                        | 6.º puesto                             |                                        |                                        |                                        |                                        |                                        |                                        |                                        |
| 2011                                   |                                        | 8.º puesto                             |                                        |                                        |                                        |                                        |                                        |                                        |                                        |
| 2013                                   |                                        | 11.º puesto                            |                                        |                                        |                                        |                                        |                                        |                                        |                                        |
| 2015                                   |                                        | 8.º puesto                             |                                        |                                        |                                        |                                        |                                        |                                        |                                        |
| 2017                                   |                                        | 11.º puesto                            |                                        |                                        |                                        |                                        |                                        |                                        |                                        |
| 2019                                   |                                        | 7.º puesto                             |                                        |                                        |                                        |                                        |                                        |                                        |                                        |
| 2021                                   | No se clasificó                        | No se clasificó                        | No se clasificó                        | No se clasificó                        | No se clasificó                        | No se clasificó                        | No se clasificó                        | No se clasificó                        | No se clasificó                        |
| 2023                                   | No se clasificó                        | No se clasificó                        | No se clasificó                        | No se clasificó                        | No se clasificó                        | No se clasificó                        | No se clasificó                        | No se clasificó                        | No se clasificó                        |
| 2025                                   | Final                                  | Subcampeón                             |                                        |                                        |                                        |                                        |                                        |                                        |                                        |
| Total                                  | 12/15                                  | 0 títulos                              |                                        |                                        |                                        |                                        |                                        |                                        |                                        |